# مكاك مور
مكاك مور (الاسم العلمي: Macaca maura) (بالإنجليزية: moor macaque)‏ هو نوع من الحيوانات يتبع جنس السعدان المكاك من فصيلة سعادين العالم القديم.

## التهديدات
يتعرض مكاك مور للتهديد في الغالب بسبب فقدان الموائل بسبب إزالة الغابات لزيادة مساحة الأراضي الزراعية. تشير التقديرات إلى أن عدد الأفراد قد انخفض من 56.000 في عام 1983 إلى أقل من 10.000 في عام 1994.